# Burton Latimer
Burton Latimer is een civil parish in het bestuurlijke gebied Kettering, in het Engelse graafschap Northamptonshire met 7449 inwoners.